# Алпско скијање на Зимским олимпијским играма 1984 — спуст за жене
Такмичење у алпском скијању на Олимпијским играма 1984. у дисциплини спуст за жене одржано је 16. фебруара 1984. у 10,30 h на Јахорини.
Због великог снега и густе магле сатница такмичења је морала бити измењена. Спуст за жене је требало да буде одржан 15. фебруара и такмичење је почело. Грешком међународног жирија дошло је до неоправданог застоја у такмичењу, а затим и одлагања већ започетог такмичења. Оперативно руководство је донело одлуку да се оба такмичења у спусту одрже истог дана 16. фебруара за жене на Јахорини у 10,30, а за мушкарце на Бјелашници у 12,00.
За такмичење су се пријавиле 32. такмичарке из 13 земаља, од којих само две нису завршиле трку.
Карактеристике стазе:
- Дужина стазе:1.965
- Старт: 1.832
- Циљ: 1.325
- Висинска разлика 547
- Капије: 28
- Температура: -14 °C старт, -13 °C циљ

| Плас.  | Старт. бр. | Име                    | Држава           | Време         | Заост. |
| ------ | ---------- | ---------------------- | ---------------- | ------------- | ------ |
| Злато  | 5          | Микела Фиђини          | Швајцарска       | 1:13,36       | --     |
| Сребро | 10         | Марија Вализер         | Швајцарска       | 1:13,41       | +0.05  |
| Бронза | 16         | Олга Харватова         | Чехословачка     | 1:13,53       | +0.17  |
| 4      | 12         | Аријана Ерат           | Швајцарска       | 1:13,95       | +0,59  |
| 5      | 15         | Јана Гартнерова        | Чехословачка     | 1:14,14       | +0,78  |
| 6      | 18         | Марина Кил             | З. Немачка       | 1:14,30       | +0,94  |
| 6      | 11         | Гари Соренсен          | Канада           | 1:14,30       | +0,94  |
| 8      | 14         | Леа Селкнер            | Аустрија         | 1:14,39       | +1,03  |
| 9      | 4          | Елизабет Кирхлер       | Аустрија         | 1:14,55       | +1,19  |
| 10     | 22         | Вероника Валингер      | Аустрија         | 1:14,76       | +1,40  |
| 11     | 6          | Лори Грејам            | Канада           | 1:14,92       | +1,56  |
| 12     | 19         | Бригите Ертли          | Швајцарска       | 1:14,93       | +1,57  |
| 13     | 2          | Силвија Едер           | Аустрија         | 1:14,97       | +1,88  |
| 14     | 20         | Хајди Визлер           | З. Немачка       | 1:14,98       | +1,89  |
| 15     | 13         | Каролина Атија         | Француска        | 1:15,04       | +1,95  |
| 16     | 7          | Холи Бет Фландерс      | Сједињене Државе | 1:15,11       | +2,02  |
| 17     | 23         | Регина Мозенлехнер     | З. Немачка       | 1:15,16       | +2,07  |
| 18     | 24         | Лиса Савијарви         | Канада           | 1:15,32       | +2,23  |
| 19     | 1          | Марија Маричић         | Сједињене Државе | 1:15,55       | +2,46  |
| 20     | 9          | Мари Луси Валдемир     | З. Немачка       | 1:15,56       | +2,47  |
| 21     | 21         | Деби Армстронг         | Сједињене Државе | 1:15,57       | +2,48  |
| 22     | 17         | Карен Стемл            | Канада           | 1:15,64       | +2,55  |
| 23     | 8          | Ирена Епл              | З. Немачка       | 1:15,65       | +2,86  |
| 24     | 25         | Ивана Валесова         | Чехословачка     | 1:16,43       | +3,64  |
| 25     | 28         | Јоланда Киндл          | Лихтенштајн      | 1:16,89       | +4,10  |
| 26     | 29         | Маргарет Кристин Грант | Нови Зеланд      | 1:17,52       | +4,73  |
| 27     | 27         | Брижит Мишел Домбар    | Белгија          | 1:18,92       | +5,13  |
| 28     | 30         | Мирела Гус             | Аустралија       | 1:19,75       | +5,96  |
| 29     | 31         | Кет Ретрај             | Нови Зеланд      | 1:20,18       | +6,39  |
| 30     | 32         | Тереза Бустаманте      | Аргентина        | 1:21,62       | +6,83  |
| -      | 26         | Клер Бут               | Велика Британија | није завршила |        |
| -      | 3          | Елизабет Шод           | Француска        | није завршила |        |